# Marek III (prawosławny patriarcha Antiochii)
Marek III – prawosławny patriarcha Antiochii w latach 1426–1436.